# Gino Mäder
Gino Mäder (Flawil, Suiza, 4 de enero de 1997-Coira, Suiza, 16 de junio de 2023) fue un ciclista profesional suizo que pertenecía al equipo Bahrain Victorious del UCI WorldTeam. Falleció a causa de un accidente durante la Vuelta a Suiza 2023.

## Biografía
Gino Mäder nació en Flawil, en el Cantón de San Galo, Suiza. Sus padres también habían sido ciclistas y bautizaron a su hijo en honor al ciclista italiano Gino Bartali.
Antes de saltar al mundo profesional en el ciclismo en carretera ya era un ciclista de alto rendimiento en ciclismo de pista, llegando a competir en el evento de persecución por equipos en el Campeonato Europeo de Ciclismo en Pista de 2016.

## Muerte
Falleció tras una caída el 15 de junio en el descenso final de la quinta etapa de la Vuelta a Suiza 2023.
Minutos antes de producirse la caída del ciclista helvético, Magnus Sheffield también se accidentó en ese punto aunque no sufrió heridas graves. Gino fue encontrado inerte y sumergido en agua por el médico de la carrera, quien lo consiguió reanimar para ser llevado en helicóptero al hospital de Chur, donde no pudo recuperarse y falleció a causa de sus heridas un día después.
Tras su fallecimiento, tanto su equipo como Intermarché-Circus-Wanty y Tudor Pro Cycling Team decidieron retirarse de la competición aunque sí que se llevarían a cabo las dos etapas restantes de la vuelta.
Otros ciclistas como el campeón mundial Remco Evenepoel, acusaron a los organizadores de realizar un recorrido demasiado peligroso, ya que algunos ciclistas llegaron a alcanzar 100 km/h en el descenso, algo que el ciclista belga calificó como una decisión para generar espectáculo.

## Palmarés
2018
- 1 etapa de la Ronde d'Isard
- 1 etapa del Tour de Alsacia
- 2 etapas del Tour del Porvenir
- 1 etapa del Tour de Hainan

2021
- 1 etapa del Giro de Italia
- 1 etapa de la Vuelta a Suiza
- Clasificación de los jóvenes de la Vuelta a España

## Resultados en Grandes Vueltas
| Carrera | Carrera         | 2019 | 2020 | 2021 | 2022 | 2023 |
| ------- | --------------- | ---- | ---- | ---- | ---- | ---- |
|         | Giro de Italia  | —    | —    | Ab.  | —    | —    |
|         | Tour de Francia | —    | —    | —    | —    | —    |
|         | Vuelta a España | —    | 20.º | 5.º  | 20.º | —    |

—: no participa

Ab.: abandono